# ボトトート男爵
ボトトート男爵（英: Baron Botetourt、[ˈbɒtətɔːrt]/BOT-ə-tort）は、イギリスの男爵位、イングランド貴族爵位。ジョン・ボトトートが1305年に議会招集されたことを端緒とするが、度々長期の保持者不在に陥っており、1984年以降は3度目の停止状態にある。

## 歴史
ジョン・ボトトート(?-1324)は第一次スコットランド独立戦争におけるイングランド王国側の指揮官を務めた軍人である。彼は1305年に貴族院よりボトトート男爵(Baron Botetourt)として議会招集を受けて、その死まで貴族院議員を務めた。彼の長男は早世していたため、その孫ジョンが爵位を襲った。

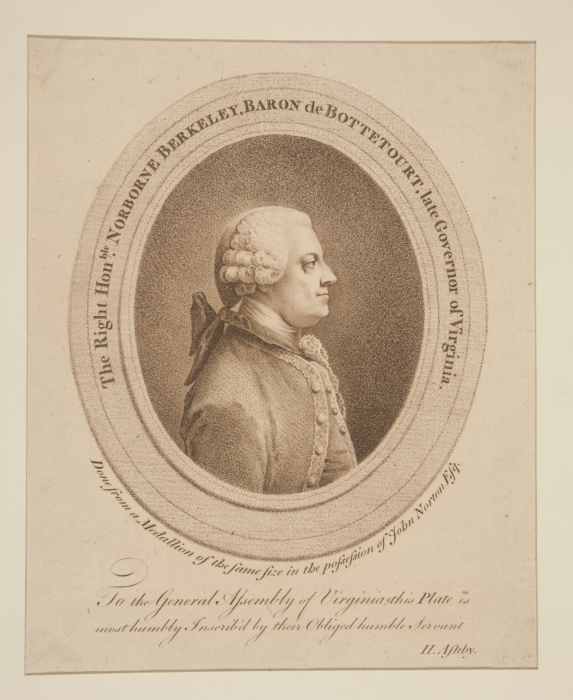
第4代ボトトート男爵

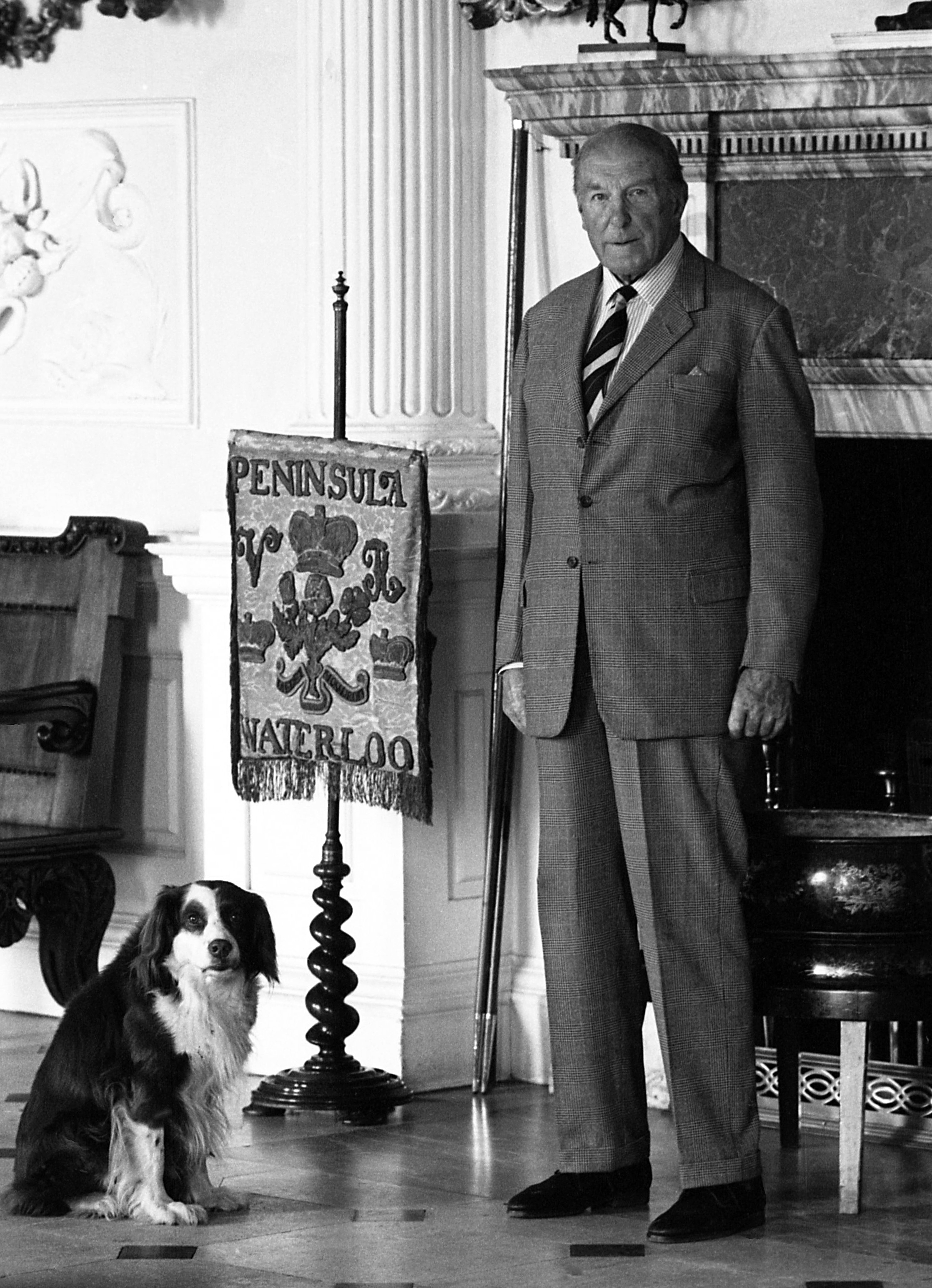
10代男爵ヘンリー・サマセット。彼の死によって爵位は停止した。

2代男爵ジョン(?-1385)はエドワード3世治世下の百年戦争に従軍している。彼もまた長男に先立たれていたことから、孫娘ジョイスが爵位を継承した。
しかし3代女男爵ジョイス(?-1406)には子がなかったため、彼女の3人の叔母の間で爵位停止となった。
その後、子孫にあたるノーボーン・バークリーが爵位回復の請願を行った結果、1764年に停止解除となった。しかし彼がバージニア植民地総督在任のまま急死すると、生涯未婚であったことから爵位はその死とともに再び停止状態に陥った。
これを契機として、バークリーの甥にあたる第5代ボーフォート公爵ヘンリー・サマセット(1744-1803)が爵位回復の請願を行ったところ、1803年6月4日に彼に爵位回復する旨の裁定が下り、停止解除となった。これ以降は181年にわたって、ボーフォート公爵位の従属爵位としてその歴史を歩むこととなる。
1984年、玄孫の第10代ボーフォート公爵ヘンリー・サマセット(1900-1984)が男子なく死去すると、彼の妹の子孫間で優劣がつかず、爵位は三度停止となった。
なお、アメリカ合衆国バージニア州に位置するボトトート郡は、4代男爵にちなんで命名された。

## ボトトート男爵（1305年）

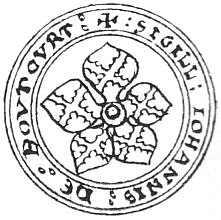
初代男爵の用いた印璽

- 初代ボトトート男爵ジョン・ボトトート（英語版） (?-1324)
- 第2代ボトトート男爵ジョン・ボトトート (?-1385)
- 第3代ボトトート女男爵ジョイス・バーネル (?-1406) (1406年から1764年まで爵位停止)
- 第4代ボトトート男爵ノーボーン・バークリー（英語版） (?-1770) (1770年から1803年まで2度目の爵位停止)
- 第5代ボトトート男爵（第5代ボーフォート公爵）ヘンリー・サマセット (1744 – 1803)
- 第6代ボトトート男爵（第6代ボーフォート公爵）ヘンリー・チャールズ・サマセット（英語版） (1766–1835)
- 第7代ボトトート男爵（第7代ボーフォート公爵）ヘンリー・サマセット (1792–1853)
- 第8代ボトトート男爵（第8代ボーフォート公爵）ヘンリー・チャールズ・フィッツロイ・サマセット (1824–1899)
- 第9代ボトトート男爵（第9代ボーフォート公爵）ヘンリー・アデルバート・ウェリントン・フィッツロイ・サマセット (1847–1924)
- 第10代ボトトート男爵（第10代ボーフォート公爵）ヘンリー・ヒュー・アーサー・サマセット (1900–1984) (1984年以降、3度目の爵位停止)

### 爵位の共同推定相続人
ボトトート男爵位は下記の共同推定相続人によって、以下の持分のもと爵位停止している。なお、すべての推定相続人は10代男爵(10代公)の上妹ブランシェの子孫にあたっている。
| 共同推定相続人                                            | 生年月日 | 爵位相続分 |
| --------------------------------------------------------- | -------- | ---------- |
| フレデリカ・サマンサ・メアリー・トマス                    | 1998年 - | 1/4        |
| アレクサンドラ・ペイロネル                                | 1951年 - | 1/4        |
| 第19代ハーバート男爵デイヴィッド・サイフリード=ハーバート | 1952年 - | 1/2        |

### 註釈
1. ↑  ノーボーン・バークリーは2代男爵の次女キャサリンの子孫にあたっている。
2. ↑  彼の母エリザベス・バークリー(1719-1799)は4代男爵ノーボーンの妹にあたる。
3. ↑  現在の爵位の共同推定相続人は次項を参照のこと。